# Reinier Baas

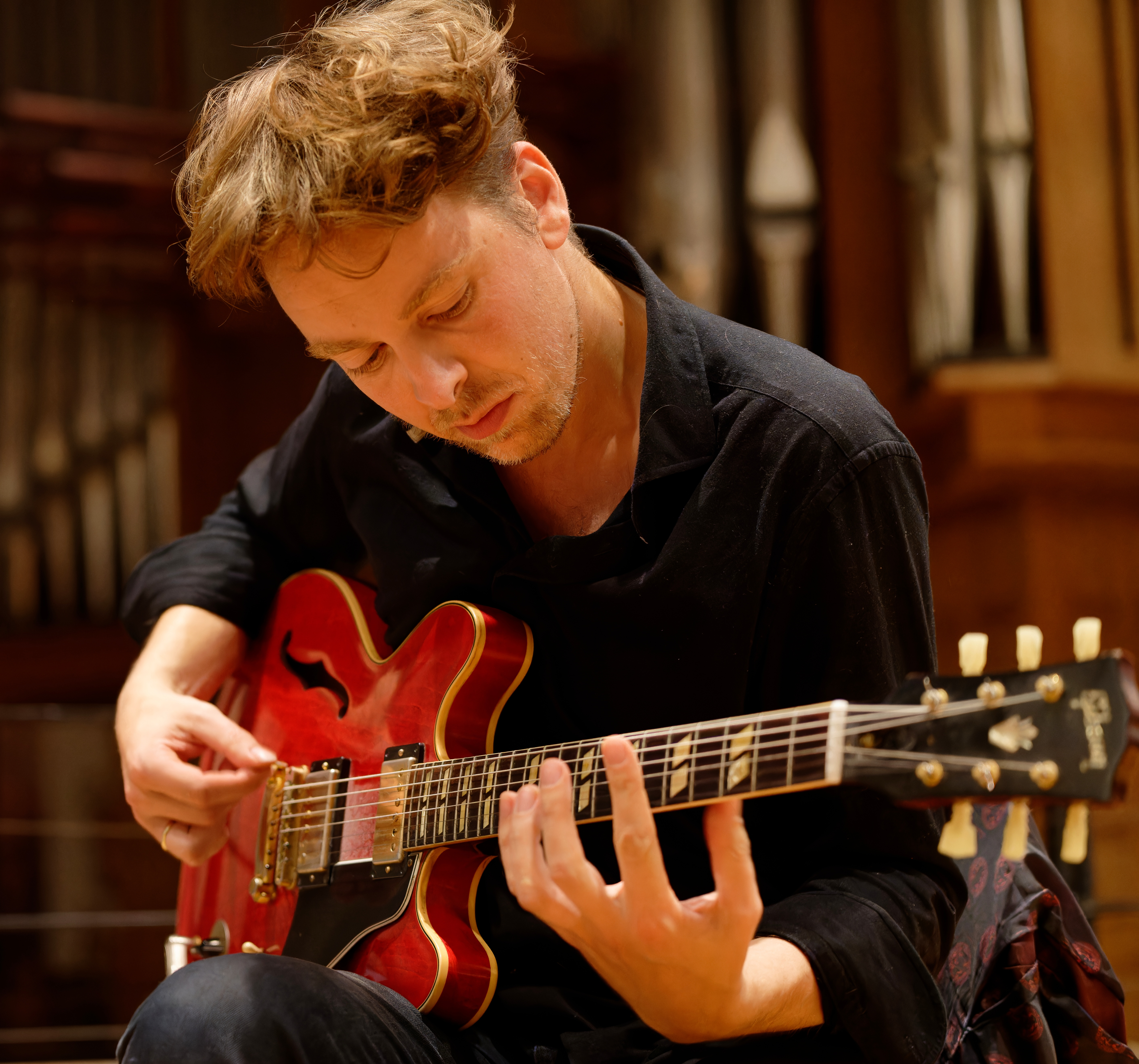
Reinier Baas mit Deadeye in der Stadtkirche Darmstadt am 15. Oktober 2023

Reinier Baas (* 1985 in Hilversum) ist ein niederländischer Jazzmusiker (Gitarre, Komposition).

## Wirken
Baas studierte an der Manhattan School of Music in New York bei Dave Liebman und Phil Markowitz und am Conservatorium van Amsterdam, wo er 2010 mit dem Master abschloss.
2010 gründete er sein The More Socially Relevant Jazz Music Ensemble mit den Saxophonisten Ben van Gelder und Maarten Hogenhuis, dem Bassisten Sean Fasciani und dem Schlagzeuger Mark Schilders, das laut De Volkskrant 2012 „die angesagteste und spannendste Jazzband der Niederlande“ war. Er trat auf dem North Sea Jazz Festival ebenso auf wie auf weiteren Festivals in den Niederlanden. Weiterhin tourte er mit dem Quartett von Ben Bryden durch Großbritannien, mit Bright Noise durch Belgien und mit Ramón Valle durch Südamerika. Auch trat er mit Mona Lisa Overdrive und als Gastsolist mit dem niederländischen Jugendjazzorchester und dem New Rotterdam Jazz Orchestra auf. 2015 führte er auf dem North Sea Jazz Festival erstmals seine Jazzoper Discombobulatrix auf. Mit Hammondorganist Kit Downes und Schlagzeuger Jonas Burgwinkel betreibt er zudem das Orgeltrio Deadeye.
Baas lehrt am Codarts Conservatorium Rotterdam.

## Preise und Auszeichnungen
Baas erhielt 2010 den Deloitte Jazz Award. 2013 gewann er mit seinem Album Mostly Improvised Instrumental Indie Music den Edison Jazz Nationaal; 2017 wurde auch sein Album Discombobulatrix mit diesem Preis ausgezeichnet. 2017 war er Composer in Residence des Südtirol Jazzfestival Alto Adige.

## Diskographische Hinweise
- More Socially Relevant Jazz Music (2011)
- Mostly Improvised Instrumental Indie Music (2012)
- Ronald Kool, Michel van Schie, Linda Bloemhard, Martijn Vink, Reinier Baas Grooves from the Cloud (2013)
- Smooth Jazz Apocalypse (2014)
- Reinier Baas vs. Princess Discombobulatrix: A Mostly Instrumental Opera (2016, mit Natanael Ramos García, Ben van Gelder, David Kweksilber, Joris Roelofs, Nora Fischer, Clemens van der Feen, Martijn Vink u. a.)
- Reinier Baas, Ben van Gelder & Metropole Orkest: Smash Hits (2018)
- Ben van Gelder & Reinier Baas: Mokum in Hi-Fi (2019)
- #oneminuteradio 1-4 (Dox Records, 2021)
- Deadeye: Live (2023), mit Kit Downes, Jonas Burgwinkel